# 1804 dans les chemins de fer
Chronologie des chemins de fer
1803 dans les chemins de fer - 1804 dans les chemins de fer - 1805 dans les chemins de fer

## Évènements

### Février
- 13 février : premier essai de la locomotive de Pen-y-Darren, sur la ligne reliant la mine de fer de Pen-y-Darren à la localité d'Abercynon, près de Merthyr Tydfil au pays de Galles. Son concepteur est Richard Trevithick.
- 21 février, Grande-Bretagne : la voie ferrée de Merthyr Tydfil au pays de Galles accueille la première circulation d'un train tracté par une locomotive, la Cheval de fer construite par Richard Trevithick.

## Naissances
- 8 février : Jean-François Cail, entrepreneur industriel, constructeur mécanicien français. Il sera l'un des principaux constructeurs de locomotives dans les années 1850 († 22 mai 1871).